# Today's Railways UK
Today's Railways UK是英国一铁路运输类杂志，原文语言为英语，主题是英国铁路运输。2002年1月创刊，创办者为名为“Platform 5”的出版公司，并由该公司出版至今，初始刊名为Entrain，2006年1月刊名改为现刊名。Today's Railways Europe杂志，同样由该出版公司出版。
该杂志首任主编为彼得·福克斯（Peter Fox），该人同时是Platform 5的所有者，彼得·福克斯（Peter Fox）担任该杂志主编至2011年去世。
铁路活动人士罗宾·西森（Robin Sisson）2006年开始担任Today's Railways UK主编助理，在主编彼得·福克斯（Peter Fox）的领导下工作，直至2008年因交通事故不幸去世。 罗宾·西森（Robin Sisson）撰写了每月一次的“只是车票（英语：Just the Ticket）”专题。
受新冠疫情影响，2020年4月暂停出版，2020年7月恢复出版。